# Гжегож Пшемик
Гжегож Пшемик (пол. Grzegorz Przemyk; 17 травня 1964, Варшава — 14 травня 1983, там же) — польський молодий поет, який загинув під час воєнного стану у ПНР. 12 травня 1983 року його затримав міліційний патруль, жорстоко побив і за день він помер. Загибель Гжегожа Пшемика викликала масове обурення у країні, ускладнення у владі, посилення протестів Солідарності. У сучасній Польщі Гжегож Пшемик вшановується як жертва комуністичного режиму.

## Біографія
Народився у сім'ї варшавської інтелігенції. Батьки Гжегожа Пшемика невдовзі розлучилися, але підтримували дружні стосунки. Батько Леопольд Пшемик працював інженером, мав іншу родину (Гжегож піклувався про зведеного брата та сестру). Мати Барбара Садовська була знана в країні як поетеса та дисидентка, активістка демократичної опозиції, співпрацювала з Солідарністю. Після введення воєнного стану у ПНР 13 грудня 1981 року Садовська перебувала в католицькому комітеті допомоги політв'язням. Переслідувалася Службою держбезпеки (СБ), 3 травня 1983 року її побили офіцери міліції. На допитах у СБ їй неодноразово загрожували «нещасним випадком» із сином.
Гжегож Пшемик закінчив у Варшаві гімназію імені Анджея Фрича-Моджевського. За відгуками друзів, був «звичайним підлітком, одним із нас», але вирізнявся незалежним характером. Захоплювався музикою, писав вірші. Його вірш «W dniu, w którym przyjdziesz po mnie…» (У день, коли прийдеш за мною…) згодом оцінювався як не за віком зрілий, пройнятий талантом і сумним світосприйняттям. Папа Римський Іван Павло II навіть просив уточнити, чи справді такі вірші написані підлітком.
У будинку Барбари Садовської часто збиралися дисиденти. Гжегож виховувався в атмосфері антикомуністичної опозиційності, цікавився культурою андерграунду. У його гімназії були популярні самоуправлінські ідеї Солідарності. Але відомостей про власну політичну активність невідомо.
У четвер 12 травня 1983 року Гжегож Пшемик, Цезари Філозоф, Якоб Котанський, Петро Кадльчик й Ігор Бєлінський відзначали закінчення гімназії. Воєнний стан, припинений 31 грудня 1982 року, ще не скасували. Травневі дні викликали особливу тривогу влади — 3 травня 1982 року Польщу охопили масові протести, у Варшаві відбувалися запеклі вуличні зіткнення. Крім того, на 12 травня 1983 року припадала 48 річниця смерті Юзефа Пілсудського. Ця дата традиційно вважалася у ПНР приводом для антиурядових виступів і викликала нервозність в урядущій компартії ПОРП. На вулицях польських міст посилювалося міліційне патрулювання. Залучалися спецпідрозділи ЗОМО, знані особливою жорстокістю як «серце партії, що б'є».

## Смерть
Близько пів на шосту вечора патруль ЗОМО на Замковій площі звернув увагу на групу підлітків. Порушень порядку з їхнього боку не було, але поводилися вони шумно та весело, міліція виявляла підвищену пильність. Патрульний Іренеуш Косьцюк вимагав документів. Котанський, Кадльчик і Бєлінський надали посвідчення, але у Пшемика та Філозофа їх не виявилося. Зомівець наказав слідувати до комісаріату міліції. Пшемик спробував відмовитися й отримав два удари палицею, після чого його силою посадили в автозак. Разом із ним сів Філозоф. Котанський, Кадльчик і Бєлінський кинулися за документами до батьків затриманих.

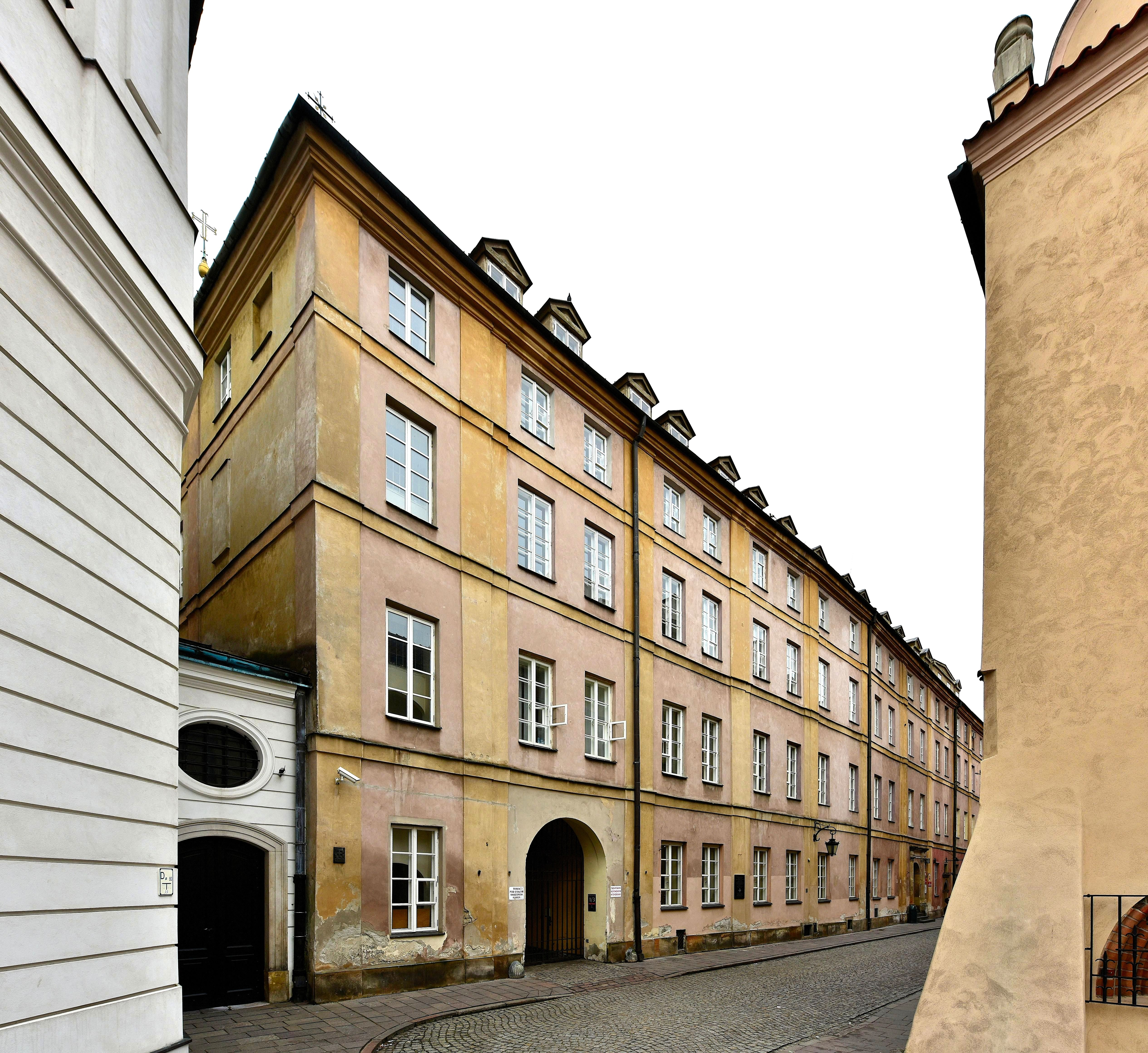
Будівля колишнього комісаріату міліції на вулиці Єзуїцькій

Гжегожа та Цезари доставили до комісаріату на Єзуїцькій вулиці. Подальше відомо переважно з розповіді Філозофа. Пшемик заявив, що припинення воєнного стану знімає обов'язок постійного носіння документів. Розмову про закон і право розлютив міліціонерів. З криком «Ми тебе навчимо носити папери!» Іренуш Косьцюк і невстановлений зомівець почали бити затриманого. Гжегож Пшемик намагався чинити опір і навіть зробив рух, схожий на ривок у їхній бік. Після цього почалося сильне побиття. На вчорашнього школяра кинулися троє. До перших двох приєднався черговий по комісаріату сержант Аркадіуш Денкевич. Він сказав слова, що стали відомими всій країні: Żeby nie było śladów! — [Бити,] Щоб не було слідів!
Ім'я Гжегожа Пшемика та його спорідненість із Барбарою Садовською на той момент ще не було відомим. Політичних претензій йому не висувалося. Те, що відбувалося, мало характер «побутового» міліційного свавілля.
Гжегожу Пшемику було завдано понад як п'ятдесят ударів кулаками та кийками. Коли Якуб Котанський привіз його посвідчення особи, Гжегож не міг стояти. Було зрозуміло, що відбувається НС. Комендант комісаріату (начальник відділу) Костянти Махновський дав знати у дільницьку (районну) комендатуру. Звідти прибув капітан Роман Гембаровський. Він викликав швидку допомогу, заявив лікарям, що затриманий психічно ненормальний і підозрюється у наркоманії. Санітари швидкої не виявили жодних ознак наркоманії. Вони вважали, що затриманий симулює психічний розлад, щоб вибратися з міліції та поквапилися забрати його. Стан Пшемика швидко оцінили як критичний та повезли до лікарні, де надали першу допомогу. Проте вимога міліції направити затриманого до психіатричної клініки документувалася під час виклику, і лікарі мали це виконати. Барбара Садовська, що приїхала, під свою відповідальність забрала сина додому. Гжегож розповів матері про те, що сталося. Інформація почала поширюватися.
Наступного дня стан Гжегожа настільки погіршився, що Садовська знову викликала швидку. У лікарні діагностували крововилив й ушкодження внутрішніх органів, несумісні з життям. 14 травня 1983 року близько першої години дня Гжегож Пшемик помер. Йому ще не виповнилося повних 19 років.

## Політичні наслідки

### Суспільство
15 травня інформація про смерть Гжегожа Пшемика з'явилася у підпільних і західних ЗМІ. Реакція була однозначною — вбивство скоєно агентами комуністичної держави. Багато хто вважав це помстою влади Барбарі Садовської. Тепер це припущення розглядається як малоймовірне, оскільки Пшемика очевидно не упізнали в комісаріаті.

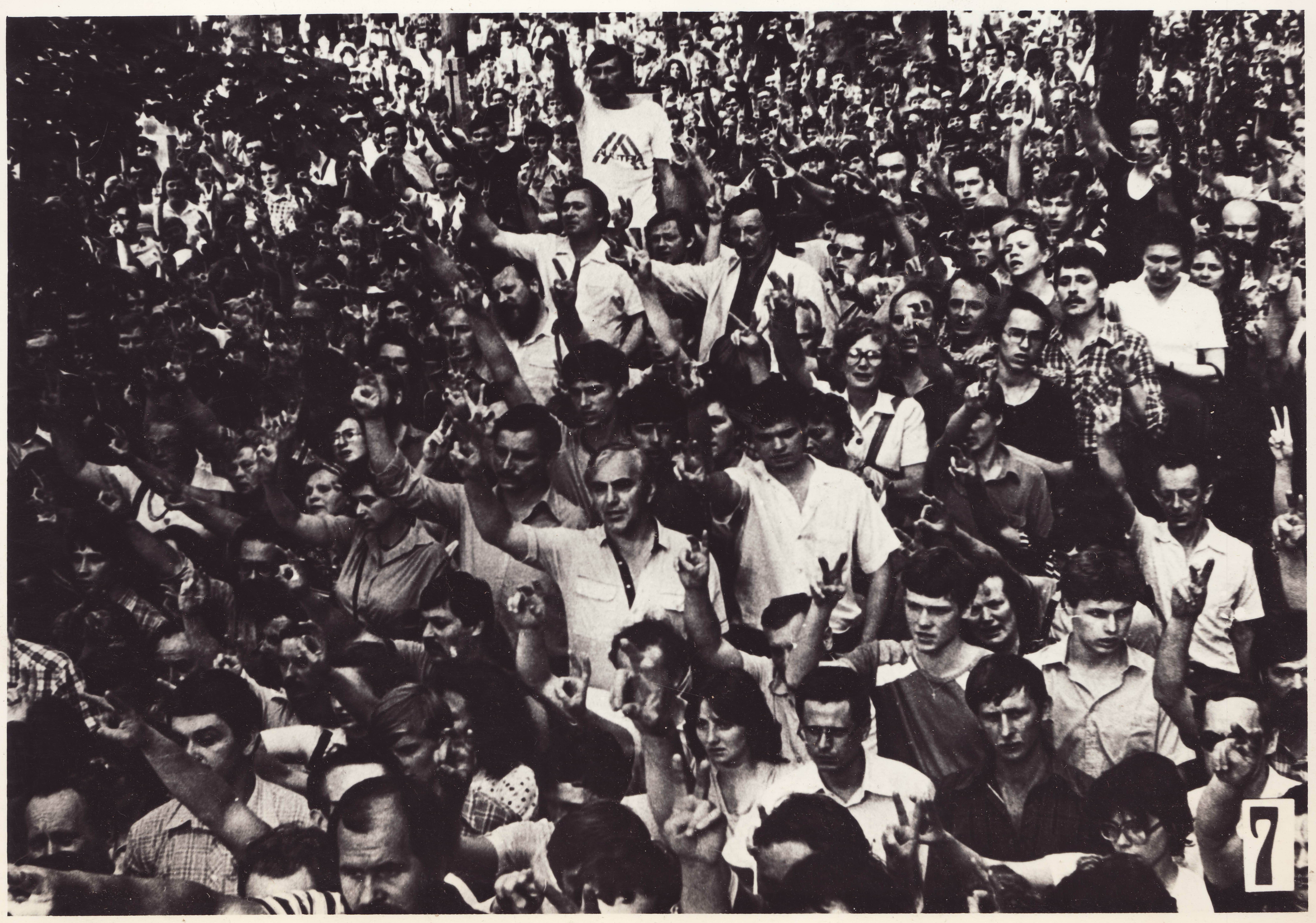
Похорон Гжегожа Пшемика

Похорон 19 травня 1983 року зібрали, за різними підрахунками, 20—60 тисяч осіб. Жалобна процесія перетворилася на антикомуністичну демонстрацію. Імшу в костелі Святого Станіслава Костки служив вікарний єпископ архієпархії Варшави Владислав Мізелек. Багатотисячна хода з труною в повному мовчанні рухалася до Повонзківського цвинтаря. Обруч із Барбарою Садовською був капелан «Солідарності» ксьондз Єжи Попелушко. Невдовзі її прийняв під час візиту до Польщі Іван Павло ІІ.
Ліс рук у жесті солідарності під час похорону Гжегожа Пшемика був яскравим символом суспільної мобілізації, яка здавалася пригніченою за місяці воєнного стану. Смерть Пшемика стала імпульсом, який поглибив розрив між владою Польської Народної Республіки та значною частиною суспільства. Похорон дозволив людям «перерахувати себе», побачити, скільки прийшло, попри репресії. Це був очевидний пропагандистський провал влади.
Пам'ять Гжегожа Пшемика, покарання його вбивць стали важливими настановами Солідарності.

### Влада
Трагічна загибель Гжегожа Пшемика створила серйозні проблеми найвищому партійно-державному керівництву. Воєнний режим зміцнив владу ПОРП, з осені 1982 року опір Солідарності став помітно спадати. Вважалося, що ситуація в ПНР стабілізується, готувалася скасування воєнного стану. Важливе значення приділялося міжнародному іміджу. Жорстоке вбивство державними силовиками сина дисидентки компрометувало режим. Особливо важким було становище МВС, на чолі якого стояв генерал Чеслав Кіщак — найближчий сподвижник першого секретаря ЦК ПОРП, голови Ради міністрів ПНР, голови Військової ради національного порятунку генерала Войцеха Ярузельського.
У верхівці ПОРП точилася залаштункова боротьба між сталінським «партійним бетоном» і «помірними прагматиками». Ярузельський і Кіщак належали до другої категорії. Видатним представником «бетону» був член Політбюро секретар ЦК генерал Мирослав Мілевський. Усі вони перебували у неформальній «Директорії», де зосередилася вища влада. Мілевський і Кіщак давно перебували у жорсткому конфлікті, конкуруючи за контроль над силовими структурами. Смерть Пшемика створила ситуацію, яку Мілевський вважав за ситуацію зручною для усунення Кіщака. Раніше Мілевський очолював МВС і був готовий знову обійняти цю посаду, або просунути в міністри начальника СБ генерала Владислава Цястоня.
Мілевський провів на Політбюро створення спеціальної комісії з розслідування справи Пшемика. Парадоксальним чином генерал-сталініст викривав міліційну жорстокість, виступав за гуманізм і дотримання законності. Однак Ярузельський прийняв бік Кіщака. Так само вчинив Цястонь. Мілевському довелося підкоритися та прийняти позицію Кіщака. Згодом Кіщак звів рахунки з Мілевським, причому за подібних обставин. Після вбивства Єжи Попелушка політична відповідальність була покладена на «бетон», Мілевського відправлено у відставку, його місце у Політбюро обійняв Кіщак. Тоді ж усунули і Цястоня.

## Юридичні наслідки

### ПНР: «Версія— санітари»
Замовчувати подію було неможливо. 17 травня у столичному офіціозі ПОРП «Życie Warszawy» з'явилася замітка, де йшлося про затримання «двох п'яних агресивних чоловіків, яким довелося надати медичну допомогу». 20 травня генерал Кіщак провів у МВС екстрену закриту нараду. Від його імені було запропоновано формулювання: справа має не політичний, а кримінально-побутовий характер; «кілька садистів з міліції» та «лікарі, які виявили професійну недбалість» будуть віддані під суд. Але проти такого підходу запротестував головний комендант міліції генерал Юзеф Бейм. Він категорично не погоджувався покладати відповідальність на своїх підлеглих. Тоді Кіщак запропонував інший варіант: «Можливо, тільки одна версія — санітари». Під ударом опинилися водій швидкої допомоги Міхал Висоцький і санітар Яцек Шиздек, які забирали Гжегожа з комісаріату — їх звинуватили у побитті, яке спричинило смерть Пшемика. Остаточні формулювання підготував для Кіщака заступник головного коменданта міліції генерал Єжи Груба.
Водночас влада розгорнула пропагандистську кампанію, яку координували начальник II департаменту головної інспекції МВС полковник Ришард Зайковський і прессекретар Радміну Єжи Урбан. Протести польської та світової громадськості називали «створенням політичного капіталу на випадковому нещасті», Пшемика зображували «неврівноваженим хлопцем, схильним до агресії та бійки», Барбару — «алкоголічкою», Цезари Філозофа — «наркоманом і соціальним маргіналом». За Садовською, Філозофом, їхніми рідними та друзями встановилося щільне стеження СБ. Дехто під погрозами завербований до інформаторів. Жорсткого тиску зазнали адвокати Владислав Сила-Новіцький та Мацей Беднаркевич, які представляли інтереси Садовської.
Виникла суперечність між МВС і прокуратурою, деякі співробітники якої вимагали дотримання хоча б мінімальної законності. Генеральний прокурор ПНР Францішек Русек і його заступник Генрик Працький не приймали абсурдної версії про «побиття Пшемика в машині швидкої допомоги», вважали справедливим звинувачення міліціонерів і наполягали на включенні до справи свідчень Філозофа. 14 липня 1983 року в будівлі ЦК ПОРП на вулиці Новий Свят відбулася нарада. Брали участь Чеслав Кіщак, Мирослав Мілевський, Генрик Працький, заступник генерального прокурора Юзеф Жита заступник головного коменданта міліції Єжи Цвек, директор слідчого бюро МВС полковник Збігнєв Пудиш, директор слідчого бюро головної комендатури міліції полковник Казімєж Отловський, заступник начальника столичного управління МВС полковник Юзеф Муняк. Прокурор Працький засудив фабрикацію звинувачень щодо санітарів і висловив упевненість у побитті Пшемика міліціонерами. У відповідь міністр Кіщак звинуватив прокуратуру в упередженості та зажадав «ширшого підходу». Отловський додав, що органи МВС мають право на моделювання версій. Кіщак зазначав також, що якби МВС вирішило серйозно зайнятися Пшемиком, це завдання було б доручено не новобранцю Косьцюку (на рік старшого за загиблого), а досвідченому професіоналу. Звинувачення працівників міліції генерали Кіщак і Бейм назвали «ворожою акцією проти апарату МВС і соціалістичної держави». Їхню позицію схвалив генерал Ярузельський.
Кіщак домігся усунення Працького та передачі справи під контроль начальниці слідчого відділу варшавської прокуратури Веслави Бардонової, яка неухильно виконувала директиви ПОРП і МВС. На початку 1984 року Францішка Русека змінив Юзеф Жита, який прийняв «санітарну версію». Прокурор Ева Халупчак і поручик міліції Яцек Зєлковський повели розслідування «в потрібному напрямку». У порядку компромісу Кіщак погодився на залучення до суду Денкевича та Косьцюка, але із гарантією виправдання.
20 грудня 1983 року заарештували водія швидкої Михала Висоцького, санітара Яцека Шиздяка та лікарку-анестезіолога Барбару Маковську-Вітковську. Їх піддавали жорстким допитам у міліції та СБ, погрожували розправою над членами сімей, тримали у камерах із небезпечними кримінальниками. Маківська-Вітковська ніколи в житті не бачила Гжегожа Пшемика. Але вона працювала у тій же бригаді швидкої допомоги, що санітар і водій. Її помилково звинуватили у побитті та пограбуванні п'яного пацієнта й об'єднали дві справи — щоб включити вбивство Пшемика у своєрідну «справу швидкої». У партійній пресі розпочалася пропагандистська кампанія: «Швидка краде та б'є». Деморалізація суспільства розбещеними нападками на медиків була вважати прийнятною ціною відбілення МВС.
Судовий процес відбувся у 1984 році. Потужний тиск вплинув: спочатку підсудні Висоцький і Шиздек «зізналися», що били Пшемика, свідки Філозоф і Котанський мовчали про те, що відбувалося у комісаріаті. Згодом підсудні відмовилися від своїх зізнань, але суд не взяв цього до уваги. Було проігноровано численні свідчення й експертизи про міліційне побиття. У результаті Денкевича та Косьцюка виправдали і продовжили службу в міліції. Висоцький і Маковська-Вітковська засуджені до двох років ув'язнення, Шиздек — півтора року, ще двох лікарів звільнено за «недбалість». Висоцький і Шиздек практично відразу після вироку звільнили за амністією (після більш ніж піврічної попереднього відсиджування), Маковська-Вітковська провела у в'язниці тринадцять місяців.
Регулярні звіти про перебіг процесу отримували перший секретар ЦК ПОРП і прем'єр-міністр ПНР Войцех Ярузельський, члени Політбюро Мирослав Мілевський, Казімеж Барциковський, Тадеуш Порембський, Юзеф Чирек, секретар ЦК Ян Гловчик, віцепрем'єри Збіґнєв Месснер і Мечислав Раковський, перший секретар Варшавського комітету ПОРП Мар'ян Возняк (список сам по собі свідчить, яке значення надавалося процесу). Після завершення генерал Кіщак видав міністерський наказ, у якому констатував «перемогу над ідеологічною диверсією», «повну відсутність почуття провини» та «глибоке моральне задоволення». Влада порахувала, ніби успішно відбили «атаку антисоціалістичних сил».
У наказі Кіщак розпорядився виплатити великі грошові премії функціонерам МВС — за проявлену ініціативу (тобто за фабрикацію справи швидкої). Зокрема, 20 тисяч злотих отримав генерал Груба, по 15 тисяч — полковник Отловський, полковник Зайковський, полковник Пудиш, полковник Муняк, заступник столичного коменданта міліції з СБ полковник Станіслав Пшановський, інспектор міліції поручик Яцек Зелковський.
46-річна Барбара Садовська померла 1986 року. У публічному листі незадовго до смерті вона звинуватила «людей із мідним лобом, для яких міліція рівнозначна владі» у компрометації польського правосуддя заради власної вигоди та передбачила відновлення справедливості.

### Третя Річ Посполита: термін давності
У 1989—1990 роках у Польщі відбулася зміна суспільно-політичного ладу. ПОРП відсторонили від влади, ПНР перетворено на Третю Річ Посполиту. Ці зміни відбилися і на справі Гжегожа Пшемика. Вироки 1984 року скасували, засуджених повністю реабілітовано, розпочато нове розслідування. До кримінальної відповідальності притягувалися Іренеуш Косьцюк, Аркадіуш Денкевич і Казімєж Отловський (Косьцюк продовжував служити у поліції). Перший звинувачувався у вбивстві, другий у підбурюванні, третій у перешкоджанні правосуддю, приховування матеріалів про злочин (ще один учасник побиття формально залишився невстановленим).
Перший процес розпочався у 1993 році, вироки були винесені у 1999 році. За півтора десятиліття важко було пред'явити формальні докази — наприклад, які саме удари виявилися смертельними. За звинувачення в умисному вбивстві польське кримінальне законодавство передбачає «розуміння наслідків» — що, в принципі, важко довести. У результаті Косьцюка виправдали, Денкевича засудили до двох років ув'язнення, Отловського до півтора року умовно. Згодом Отловський виправдано за апеляцією. Денкевич, який сказав «щоб не було слідів», ні дня не провів у в'язниці — медична експертиза встановила недоумство. Він представлявся судді дитячим ім'ям Арек, не пам'ятав нічого, що стосується справи. Водночас психічний стан не заважав йому займатися бізнесом — торгівлею морозивом і солодощами.
Леопольд Пшемик, батько Гжегожа, наполегливо домагався засудження. Процес над Косьцюком поновлювався чотири рази. У 2000, 2003 та 2004 роках суди підтверджували виправдувальний вердикт на попередніх підставах. Звинувачення ж у менш тяжкому злочині — наприклад, побиття як такому — не могло пред'являтися після закінчення терміну давності. Однак у 2008 році, при п'ятому розгляді, суд визнав Косьцюка винним і засудив до восьми років ув'язнення (половину терміну було відразу скорочено за амністією). Підставою стало, що злочин скоювався при виконанні державних обов'язків — для такої категорії термін давності ще не минув. Водночас суддя Моніка Незабітовська-Новаковська визнала надзвичайну складність процесу та підтвердила випадковий характер затримання Пшемика.
У 2009 році Апеляційний суд скасував обвинувальний вирок, підтвердивши дію строку давності. У 2010 році міністр юстиції та генеральний прокурор Польщі Кшиштоф Квятковський подав касаційну скаргу. Верховний суд відхилив касацію — діяння Косьцюка не кваліфікувалося як комуністичний злочин, за яким термін давності сягає тридцяти років.
Своє розслідування провів Інститут національної пам'яті (IPN). Передбачалося притягнення до відповідальності ексміністра Кіщака із групою колишніх функціонерів МВС. Однак у 2012 році розслідування припинено з тієї ж причини терміну давності. Леопольд Пшемик, Цезари Філозоф і Мацей Беднаркевич опротестували рішення у дільницькому суді Середмістя. Але суд залишив чинним рішення IPN.
Таким чином, єдиним засудженим за загибель Гжегожа Пшемика виявився колишній сержант Денкевич, але й він не відбував реального ув'язнення. Леопольд Пшемик подав заяву до Європейського суду з прав людини. Він звинуватив польську прокуратуру та судову систему у затягуванні процесів, що дозволило явно винним уникнути покарання. Європейське правосуддя відреагувало набагато швидше за польське: за два роки, у 2013 році, ЄСПЛ визнав правоту Пшемика та зобов'язав виплатити йому компенсацію. За два місяці Леопольд Пшемик помер.
Фактичне уникнення відповідальності винних у загибелі Гжегожа Пшемика — і безпосередніх убивць, і тим паче високопоставлених покровителів, починаючи з генералів Кіщака та Ярузельського, — викликає обурення польської громадськості. З цього приводу йдеться про слабкість правосуддя, цинізм злочинців, вплив силового лобі колишньої ПНР.

## Пам'ять

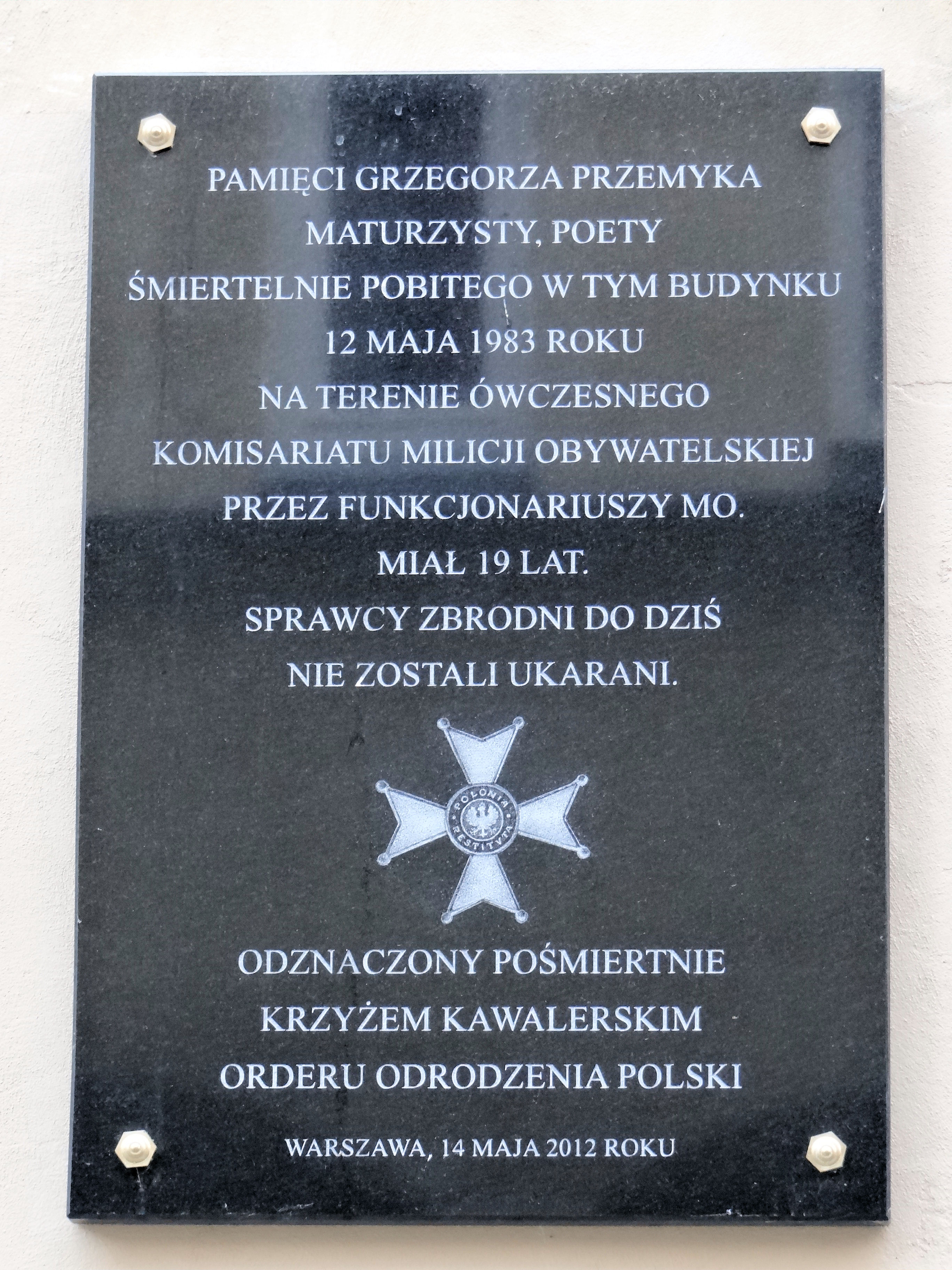

У сучасній Польщі образ Гжегожа Пшемика оточений пошаною та скорботою. Меморіальні знаки встановлені на будівлі гімназії, на будівлі колишнього комісаріату, на каплиці в Саноку. Його ім'ям названо вулицю в варшавській дільниці Прага-Полуднє.
2008 року президент Польщі Лех Качинський посмертно нагородив Гжегоша Пшемика Кавалерським хрестом ордена Відродження Польщі. У 2013 році сенат Польщі спеціальною резолюцією вшанував пам'ять Гжегожа Пшемика та закликав засудити винних у його вбивстві.
Польський публіцист Цезарій Лазаревич у 2016 році видав книгу «Żeby nie było śladów. Sprawa Grzegorza Przemyka» — «Щоб не було слідів. Справа Гжегожа Пшемика», відзначена премією «Ніке». У 2021 році польський режисер Ян Матушинський зняв фільм «Żeby nie było śladów» — «Щоб не було слідів». Роль Барбари Садовської виконала Сандра Коженяк, Чеслава Кіщака зіграв Роберт Венцкевич, Войцеха Ярузельського — Томаш Дедек, Мирослава Мілевського — Анджей Хира, у кінокартині знімалися також Агнешка Гроховська та Томаш Кот.